# Bernedo
Bernedo – gmina w Hiszpanii, w prowincji Araba, w Kraju Basków, o powierzchni 130,44 km². W 2011 roku gmina liczyła 568 mieszkańców.